# Twinless
Twinless je americký film z roku 2025, psychologické drama s prvky černé komedie. Scénář napsal a film režíroval James Sweeney, autor romatnické komedie z roku 2019 Straight Up. Ten si ve snímku zahrál také jednu z hlavních rolí po boku Dylana O'Briena, který ztvárnil dvojroli Romana truchlícího po smrti svého dvojčete Rockyho a nalézajícího útěchu v blízkém přátelském vztahu („bromance“) s Dennym (Sweeney), jenž utrpěl podobnou ztrátu. Dále ve filmu účinkují Aisling Franciosi, Lauren Graham, Tasha Smith, Chris Perfetti, François Arnaud, Susan Park či Cree Cicchino.
Film měl svou premiéru na festivalu Sundance 23. ledna 2025. Distribuční kinopremiéra byla ohlášena na 9. září 2025.

## Děj
Po tragické smrti svého identického bratra Rockyho se Roman ocitá v hlubokém žalu a izolaci (oba hraje Dylan O’Brien). Jeho matce (Lauren Graham) se nakonec podaří ho přimět k tomu, aby navštívil podpůrnou skupinu pro lidi, kteří ztratili své dvojče. Zde se Roman potkává s Dennisem (James Sweeney), dalším účastníkem skupiny, který coby gay s odlišným temperamentem mu dokáže poskytnout nečekané emocionální zrcadlo. Zrodí se tak netradiční intenzivní vztah, který osciluje mezi vřelou přítomností a pomalu se rozvíjející vzájemnou závislostí. Během svých setkání se oba muži snaží znovu najít sebe sama za pomoci každodenních činností připomínajících život s mrtvým dvojčetem (např. nákupy nebo hraní hry Sims). Jejich vztah se však postupně čím dál více komplikuje skrytými motivy a nevyřčenými tajemstvími, která zpochybňují křehkou identitu a duševní rovnováhu.

## Obsazení
| Dylan O'Brien     | Roman / Rocky                |
| James Sweeney     | Dennis                       |
| Aisling Franciosi | Marcie                       |
| Lauren Graham     | Lisa, matka Rockyho a Romana |
| Tasha Smith       | Charlotte                    |
| Chris Perfetti    | George                       |
| François Arnaud   | Sammy                        |
| Susan Park        | Sage                         |
| Cree Cicchino     | Bianca                       |

## Uvedení a přijetí

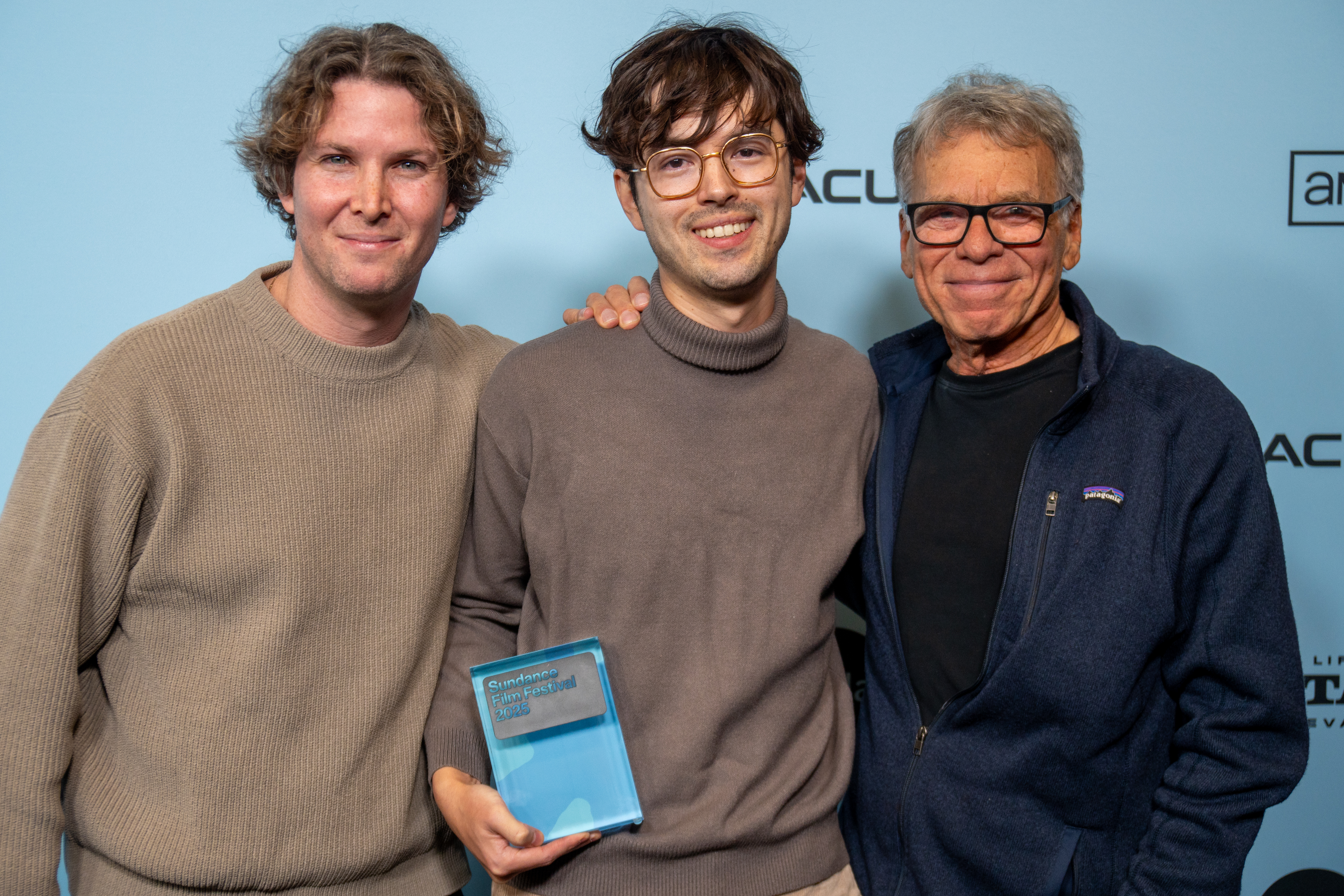
Zleva Alex Astrachan, Jason Sweeney a David Permut na festivalu Sundance 31. 1. 2025

Kromě lednového festivalu Sundance byl film uveden také v květnu téhož roku na Mezinárodním filmovém festivalu v Seattlu, v červnu na newyorském festivalu Tribeca, na festivalu v Sydney nebo na sanfranciském LGBT+ festivalu Frameline.
Magazín Variety si již v listopadu 2024 vybral režiséra snímku Jasona Sweeneyho mezi desítku tvůrců „10 Directors to Watch“, jimž věnoval tištěné vydání u příležitosti MFF Palm Springs v lednu 2025. Na Sundance potom získal snímek cenu publika v kategorii amerických dramatických filmů (Audience Award: U.S. Dramatic) a Dylan O'Brien zvláštní hereckou cenu poroty v téže kategorii (U.S. Dramatic Special Jury Award for Acting). Na festivalu v Seattlu obdržel Sweeney cenu za nejlepší režii a v kategorii filmů skončil Twinless na druhém místě za novozélandským snímkem Mikiho Magasivy Tinā.
Na recenzním agregátoru Rotten Tomatoes film získal 96 % pozitivních hodnocení z celkem 53 recenzí (k 31. 7. 2025). Na webu Metacritic dosáhl metascore 82 / 100 na základě 15 kritik, což je hodnoceno jako „všeobecné uznání“ (Universal Acclaim).
Uvedení do kin se ujaly společnosti Roadside Attractions a Lionsgate a ohlásily severoamerickou distribuční premiéru na 9. září 2025. Před koncem července byl zveřejněn trailer k filmu.